# St. Anna (Belmicke)

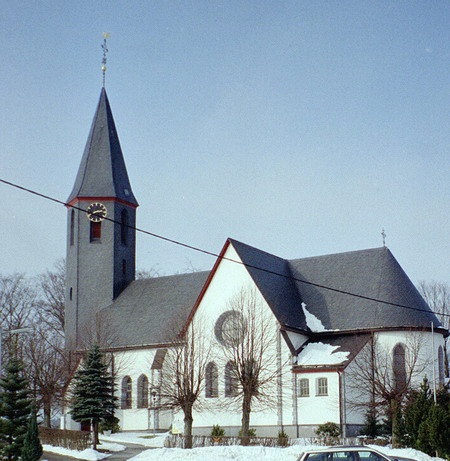
St.-Anna-Kirche

St. Anna ist eine katholische Pfarrkirche im Bergneustadter Ortsteil Belmicke im Oberbergischen Kreis in Nordrhein-Westfalen.

## Geschichte
Die Kirche wurde 1892 eingeweiht. Sie wurde auf oberbergischem Gebiet unweit oberhalb der alten, 1734 errichteten und 1736 eingeweihten, auf kurkölnischem Grund stehenden Kirche, errichtet. Sie ist die Pfarrkirche der 1867 gegründeten Katholischen Pfarrgemeinde St. Anna, die mittlerweile Teil der Pfarreiengemeinschaft Oberberg Mitte ist. Die Kirchengemeinde ist laut einer Aufzeichnung von 1643 wohl älter. Sie wurde von Gimborn bzw. Marienheide betreut.

## Ausstattung

### Kirchenfenster
Die Kirchenfenster stammen vorwiegend von Dieter Hartmann (1978) und Franz Pauli (1955).

### Kirchenglocken
Die drei Kirchenglocken mit den Glockennamen Hubertus (Schlagton g'-5) Johannes (c-2), und Anna (d-3) und wurden 1962 von Hans Hüesker in Gescher gegossen. Die vierte Glocke mit dem Namen Maria Magdalena (Schlagton b'-2) ist eine Leihglocke aus Bleischwitz in Oberschlesien, gegossen im Jahr 1690 von Paulus Reimer in Olmütz.